# Arouca (gemeente)
Arouca is een plaats en gemeente in het Portugese Metrostedelijk gebied van Porto, Norte (Portugal) en district Aveiro.
De gemeente heeft een totale oppervlakte van 328 km² en telde 24.227 inwoners in 2001.
In 2021 werd in de gemeente de langste voetgangershangbrug ter wereld geopend. De '516 Arouca' is 516 meter lang en hangt 175 meter boven de Paiva kloof.

## Plaatsen in de gemeente
- Albergaria da Serra * Alvarenga
- Arouca
- Burgo
- Cabreiros
- Canelas
- Chave
- Covêlo de Paivô
- Escariz
- Espiunca
- Fermedo
- Janarde
- Mansores
- Moldes
- Rossas
- Santa Eulália
- São Miguel do Mato
- Tropeço
- Urrô
- Várzea

## Sport
FC Arouca is de betaaldvoetbalclub van Arouca.